# 十和田神社
十和田神社（とわだじんじゃ）は、青森県十和田市奥瀬十和田湖畔休屋486にある神社。江戸時代は十湾寺として熊野修験の寺院が建っており、巡礼の聖地であった。しかし、明治の廃仏毀釈運動で十和田神社となった。

## 十和田神社の歴史
十和田神社の創建についての縁起は2つある。1つは十和田神社の創建は807年（大同2年）で、征夷大将軍坂上田村麻呂が東征のおり湖が荒れて渡れず、祠を建てて祈願しイカダを組んで渡ったという。もう1つは、南祖坊に関わる伝説である。
かつて十和田湖は、十和田青龍権現 を祀る神仏習合の霊山であり、熊野や日光に比すべき北東北最大の山岳霊場であった。それはまた、僧侶や修験者の山岳修行の場であり、民衆の信仰登山、山岳修行の山であった。
十和田神社は、明治初年の神仏分離以前は「額田嶽熊野山十灣寺」を号する神仏習合の寺院であり、十和田青龍権現を祀り、現在の拝殿の場所に観音を本地仏として安置する仏堂「十和田御堂」が建っていた。また、十和田神社の右奥の岩山を登った先の台地 は、南祖坊が入定し青龍権現となったと伝える中湖（なかのうみ）と「カミ」の宿る御蔵（おぐら）半島の「御室（おむろ）、奥の院」をのぞむ神聖な場所であり、台地を降りた中湖の水際には、参詣者が占いと祈り（散供打ち）を行う占場（オサゴ場）があった。

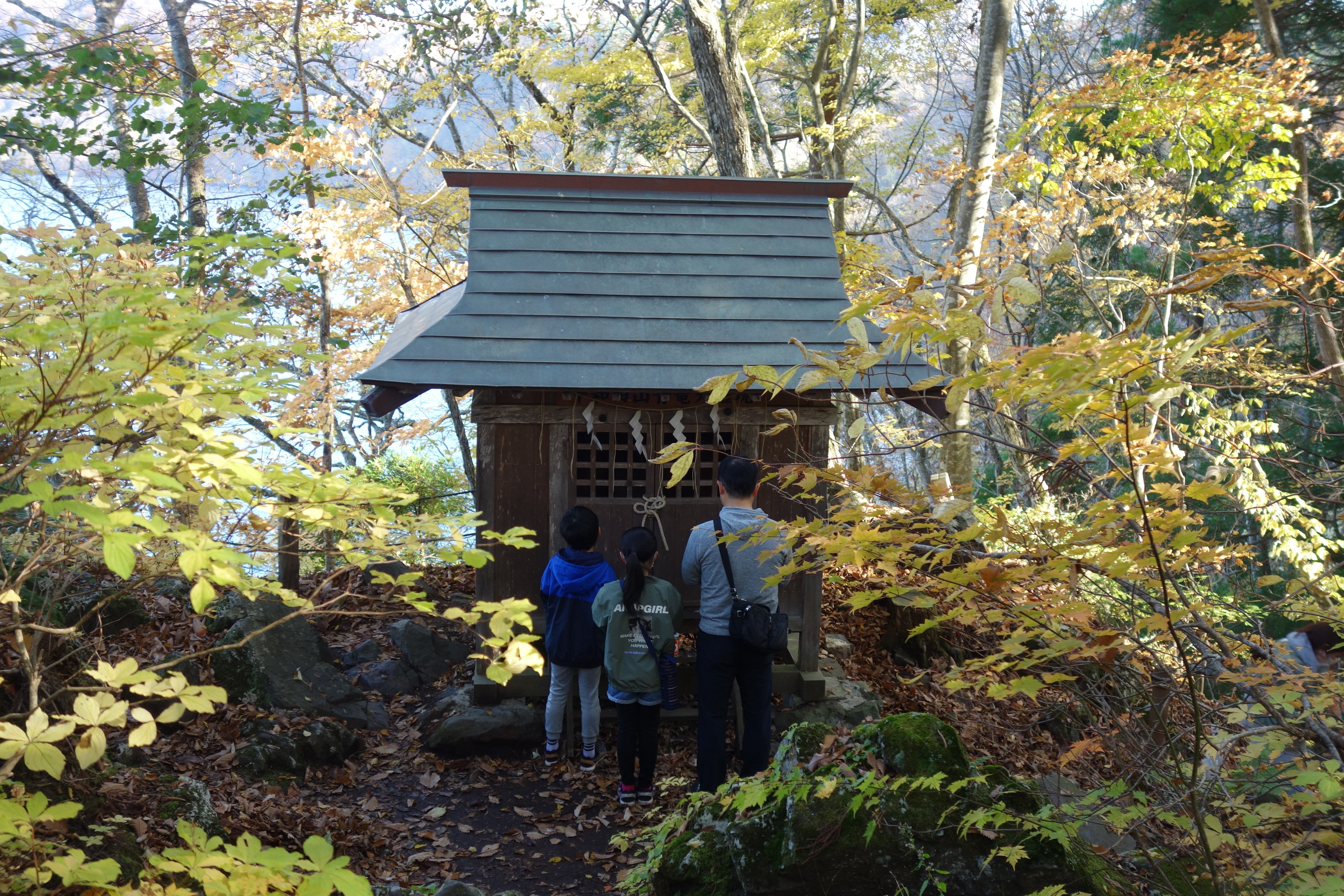
神泉苑にある青龍権現を祀る元宮

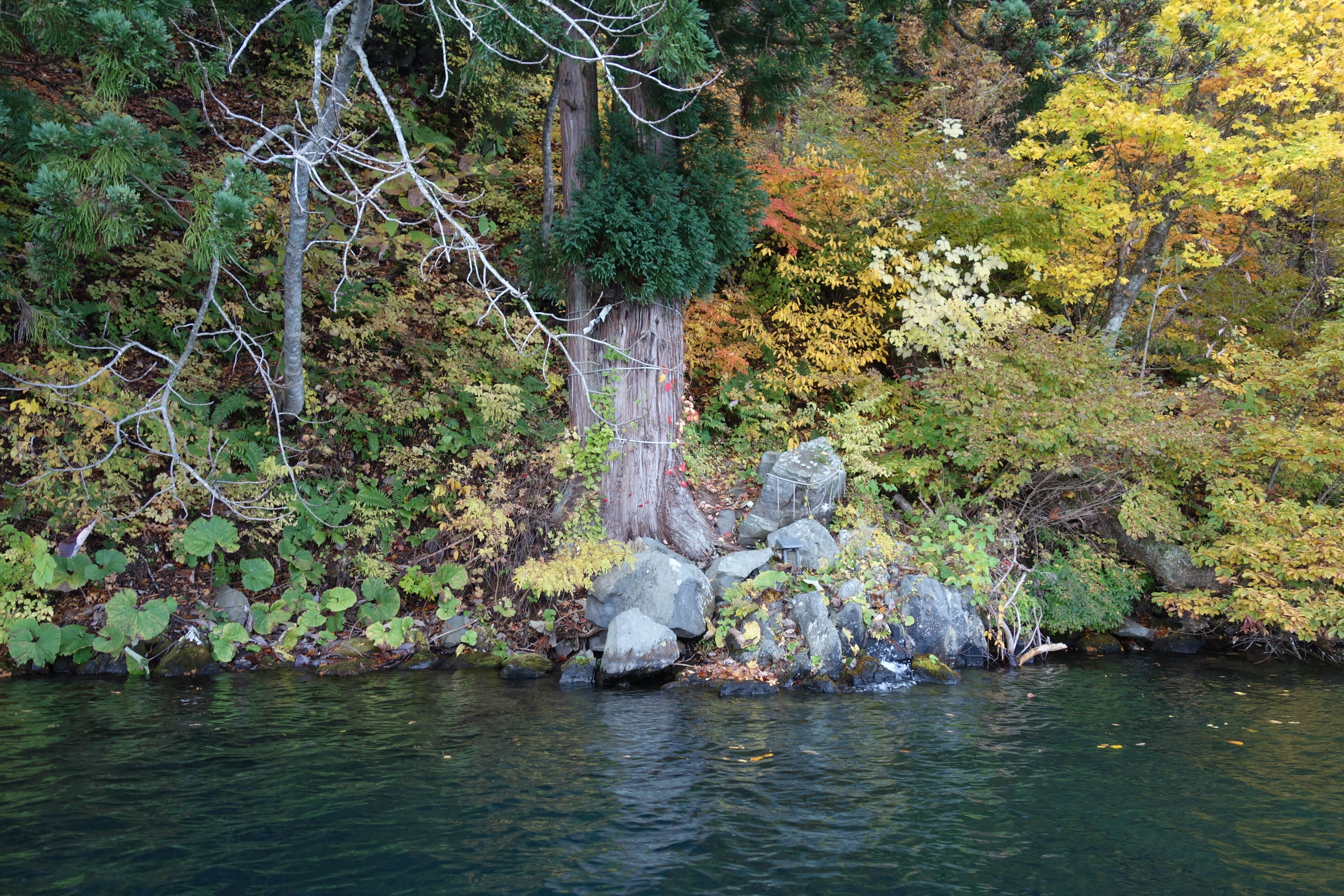
占場（オサゴ場）

その頃は十和田湖自体が聖域であり、十和田火山外輪山の内側は本来、女人禁制の世界であった。人々はその全体を「十和田山」と名付け、カミの住む山の意味で「御山（おやま）」と呼んだ。外輪山への登り口は、御山に入る入り口になっており、川や滝、鳥居や神社が俗界と聖域を分ける最初の結界となっていた。そして、参詣者が長い山腹の道を登りきって最初の外輪山山頂の峠に至った時、突如視界が開けて眼下に湖水が広がる、そこが第二の結界であり、湖を礼拝する遥拝所が置かれ、峠を下った湖畔には最初の散供打ち場「占場」が設けられた。人々はさらに湖畔の長い道をたどり、第三の結界解除川（はらいかわ、現在の神田川）でみそぎを行ったあと、林立する鳥居と杉並木の参道を通って、御山の中心十和田御堂に至った。
十和田湖休屋に置かれた十湾寺を盛岡藩は外からの勢力に対し保護し、十和田湖周辺には熊野系の修行をしない他勢力を寄せ付けなかった。そのため、出羽（津軽？）の山伏ははるか御鼻部山から参拝して戻るしかなかった。明治時代初期に初めて休屋を開拓した栗山新兵衛の目的は、盛岡藩と犬猿の仲であった弘前藩に対する国境警備のための屯田開発が最大の理由であった。十湾寺への参拝者は江戸時代には盛岡藩領の全域からが主になっていたが、他に八戸藩からと、遠く仙台藩からの参拝者もいた。しかし、弘前藩や秋田藩からの参拝者は記録されていない。

## 近世の十和田信仰の様子
近世の十和田信仰は、菅江真澄の『十曲湖』（1807年、文政4年）や松浦武四郎の『鹿角日記』（1849年、嘉永2年）などで記録されており、それによって当時の信仰の様子が分かる。『十和田記』に納められている資料の『当時十和田参詣道中八戸よりの大がひ』や、『十和田参詣案内記』などでも信仰の様子は詳しく描かれている。

### 近世の十和田参詣道

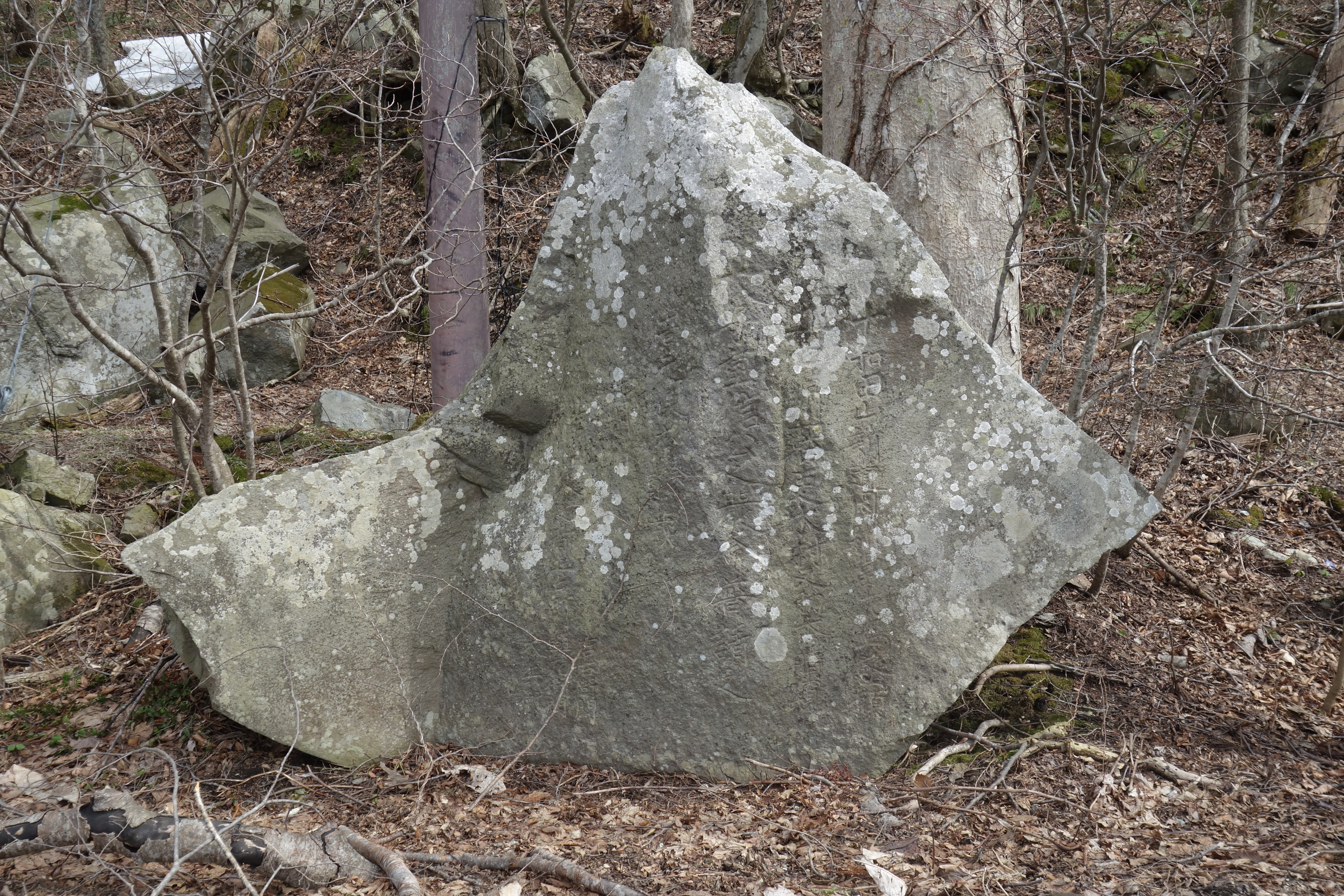
子ノ口にある「十和田山新道」普請の碑
元禄6年、十和田湖までの五戸道と七戸道の参拝道を改修した記念碑

江戸時代に十和田湖に至る主要な参詣道は5つの道があった。
- 五戸口道 - 五戸七崎の中世の永福寺を起点に、外輪山東端にあたる月日山（つきひやま）から長い山道を登り、銚子大滝の上の外輪山山頂で十和田湖を遥拝して、銚子大滝、宇樽部をへて御堂に至る
- 七戸口道 - 上北郡奥瀬（現在の十和田市奥瀬）を起点に、惣部（そうべ）で五戸口道に合流する
- 三戸口道 - 三戸郡貝守（現在の三戸町貝守）を起点
- 白沢道 - 毛馬内（けまない）を起点に大湯、白沢、発荷峠（遥拝所）をへて御堂に至る
- 藤原道 - 毛馬内を起点に、七滝、鉛山峠（遥拝所）、発荷峠の下の現在の生出（おいで）キャンプ場で白沢道に合流

### 休屋

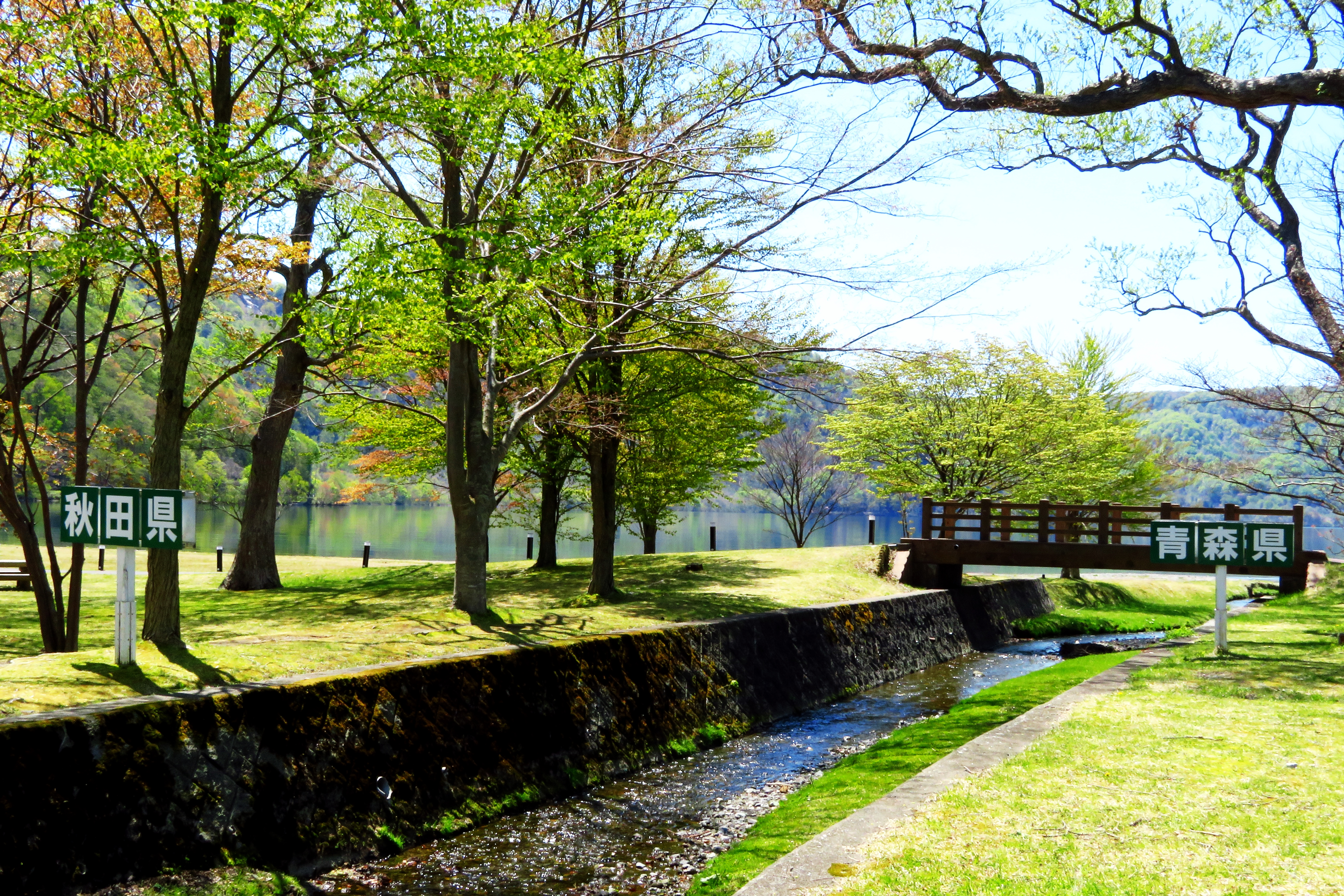
解除川（神田川）

休屋には、長床と呼ばれる参詣者の宿泊小屋が数十か所あった。小さな鳥居があって、ここに樹皮で葺いた小屋があり、2～4間(2.6m-7.2m)の小屋で、大きな囲炉裏を切った樹皮を床に敷いて、人々はその上に座っている。祭礼の時は門口に八戸、五戸、三戸、野辺地、市川、毛馬内、花輪、奥瀬などの札をかけている。人々は荷物をここにおろして参拝を済ました。ここには御菜園場（畑）があって、そこにはかつて七堂伽藍という大寺があったという。
休屋の先には解除川があって、ここで身を清める作業をした。参拝道には沢山の鳥居が立ち並び、中山半島に向かう杉並木があり、その杉並木を通って、境内に向かった。当時から、この解除川が鹿角と奥瀬の境と認識されており、現在では青森県と秋田県の県境に位置する神田川になっている。

### 江戸時代の十和田神社境内

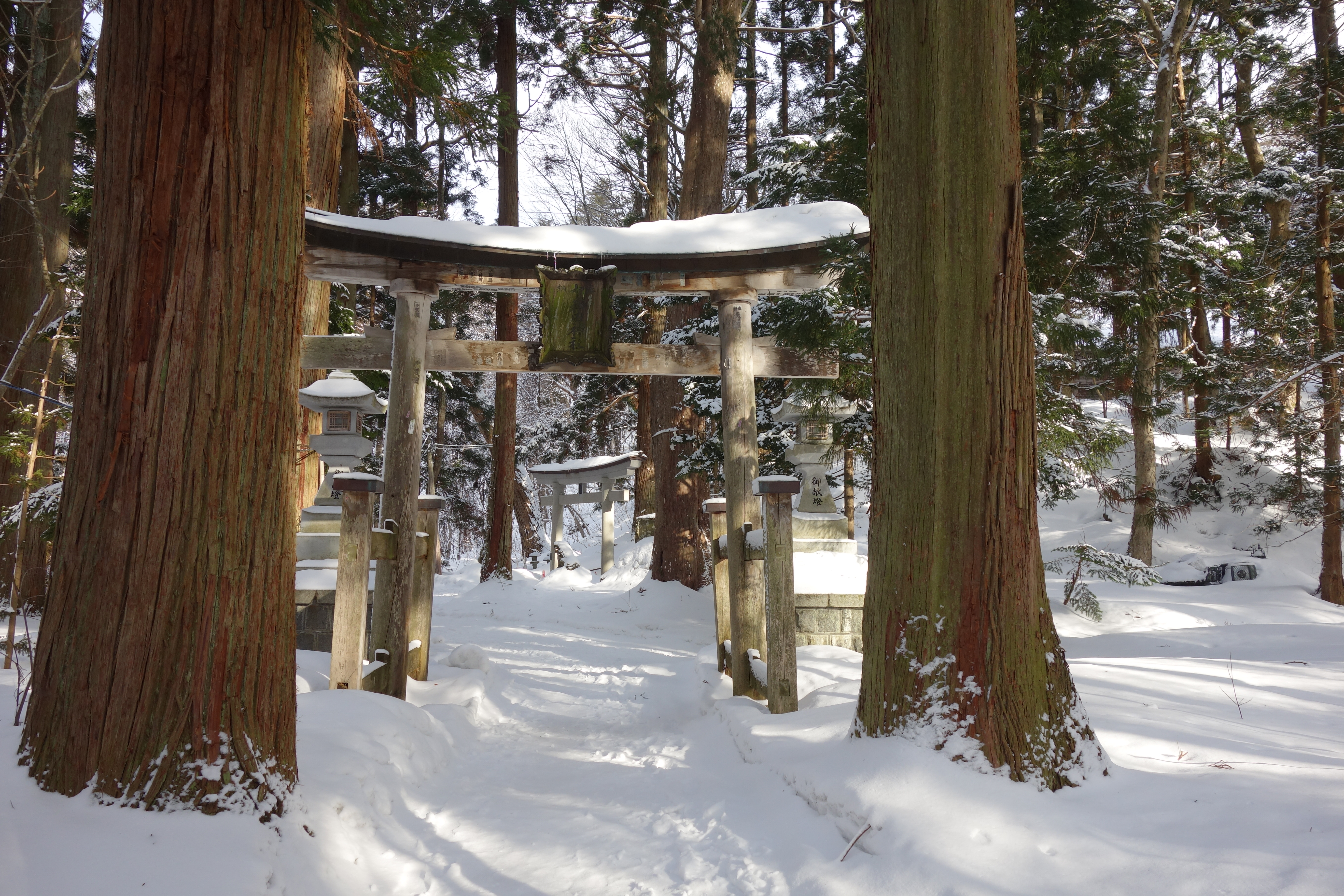
現在の大鳥居と参道杉並木

石鳥居に入り、杉並木を行くと、左に一の宮という小祠がある。それより奥に行くと、大岩の下に青龍権現を祀る本殿の祠（御堂）があった。向かって左に、熊野三社権現の宮殿があり、これは本殿と同じ高さであった。この周りに高さがニ～三尺程度の末社十二社があった。御堂には剣の類や、旗の類、絵馬の類の奉納物がここに大方収まっていた。
現在は参道は杉並木の中間約350mが失われ、街並みになっている。十和田御堂は三間（約5.4m）四面程度の大きさの方形で、宝形造りの仏堂であった。願いのある人は小さく剣を鍛えて奉納し、草鞋を始めいろいろな履物を小さく鉄で作って、堂の周りに置いていた。

### オサゴ場

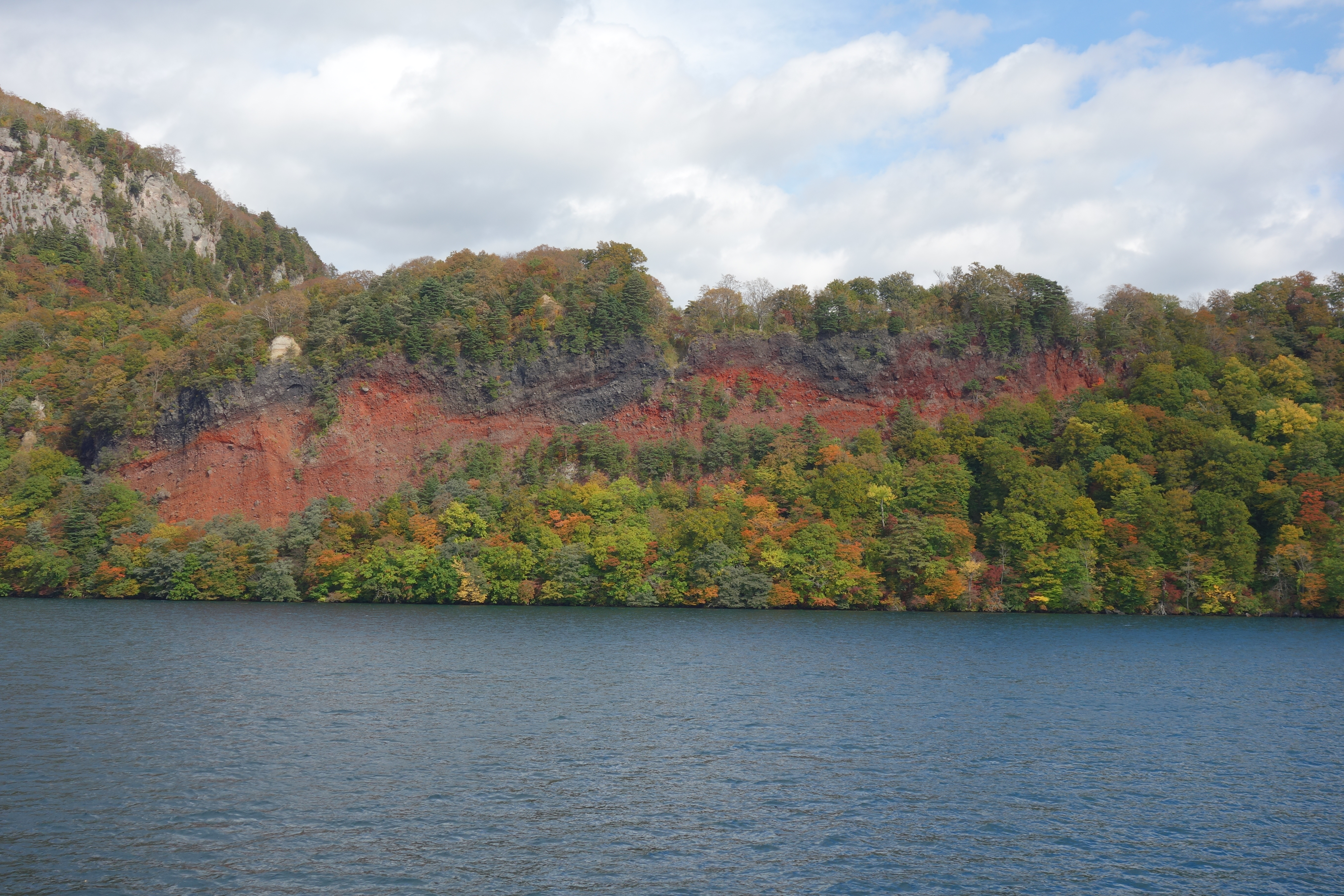
五色岩(赤根崎)左方は御倉半島

近年の十和田湖における十和田信仰の研究では、(尾樽部圭介 2011)がある。これは歴史資料を活用し、十和田の霊山としての環境や、修験系寺院の活躍について論じ十和田信仰の特色を探ろうとしたものである。尾樽部は霊山環境の分析から「十和田の中心的位置は、御倉半島とヲサゴ場である」という結論を得、ヲサゴ場（占場）で御倉半島に祈願することこそが参詣（信仰）の目的であるとの論を展開させている。
占場は南祖坊が十和田湖に入定したとされる神聖な場で、参拝者はカミの宿る山「御倉山」や奥の院「御室」を正面に拝みながらサングうちを行った。サングうちとは、銭や米を紙に包み、神に祈って湖中にそれを投げる占いで「オサゴ場」とは「御散供場（おさんぐば）」がなまったものである。オサゴ場前の湖底からは1903年から4回の引き上げ作業で、中国銭や朝鮮銭、寛永通宝など古銭約3000枚と銅鏡や剣が発見されている。サングうちを終えた参詣者は御堂に戻り、さらに御前ヶ浜に至った。
五色岩から御倉半島の先に少し行った所に、一つの洞窟がある。この洞窟は「御室」と呼ばれる場所で、入り口には奥院と書かれた札がある。武田千代三郎の『十和田湖』(1922年)には「湖岸の赭岩に一洞窟あり、洞口穹形を為して、一大巨室に通ず人敷十を容るべし、室の左右に隧道あり、右なるは深さ十間許り、左なるは三十間を越ゆ、炬を携えて侵入すれば、無数の蝙蝠人面を撲つて狼狽す、之を御室と云ふ」とその様子を記している。

### 御前ヶ浜

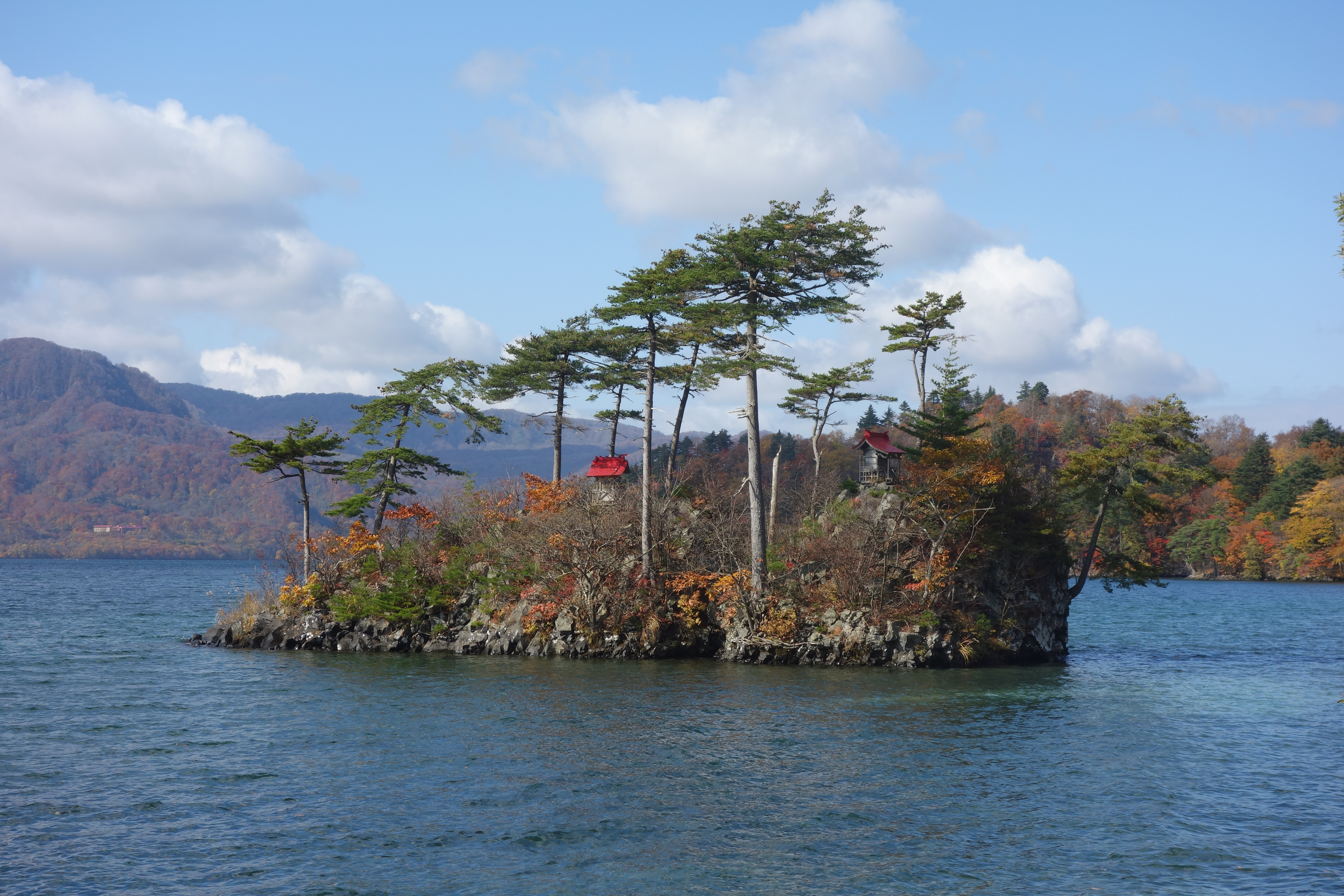
御前ヶ浜の先にある果報島。上に恵比寿、大黒天を祀る社殿が建つ

御前ヶ浜とはカミの前の浜という意味で、現在乙女の像が立つ場所である。白砂の浜で、鎧島、兜島、恵比寿島、大黒島が浮かび松が群生している。恵比寿、大黒島は浜のすぐ近くにある島でわずかに離れた2島になっている。参詣者は銭を投げて島に入ると果報が授かるとされた。そのため、この2島を合わせて「果報島」と呼んだ。浜辺に打ち上げられた古銭が見つかることもあった。
菅江真澄は「これは何神、かれは風穴と、多かる窟ごとに名をおふせていへり」と境内から御前ヶ浜へと至る道の途中に多くの窟があったことを記している。松浦武四郎も風穴、白山社、神明社、風神、愛神、市神と多くの小祠があったことを記している。現在でも幸運の小道と名付けられた道の途中に火の神や風の神といった名の付けられた岩窟が残っている。岩窟が残る岩壁の反対側にも岩窟らしきものが残っていて、かつては御前ヶ浜を囲むように修行場が展開していたと思われる。

### 松倉神社

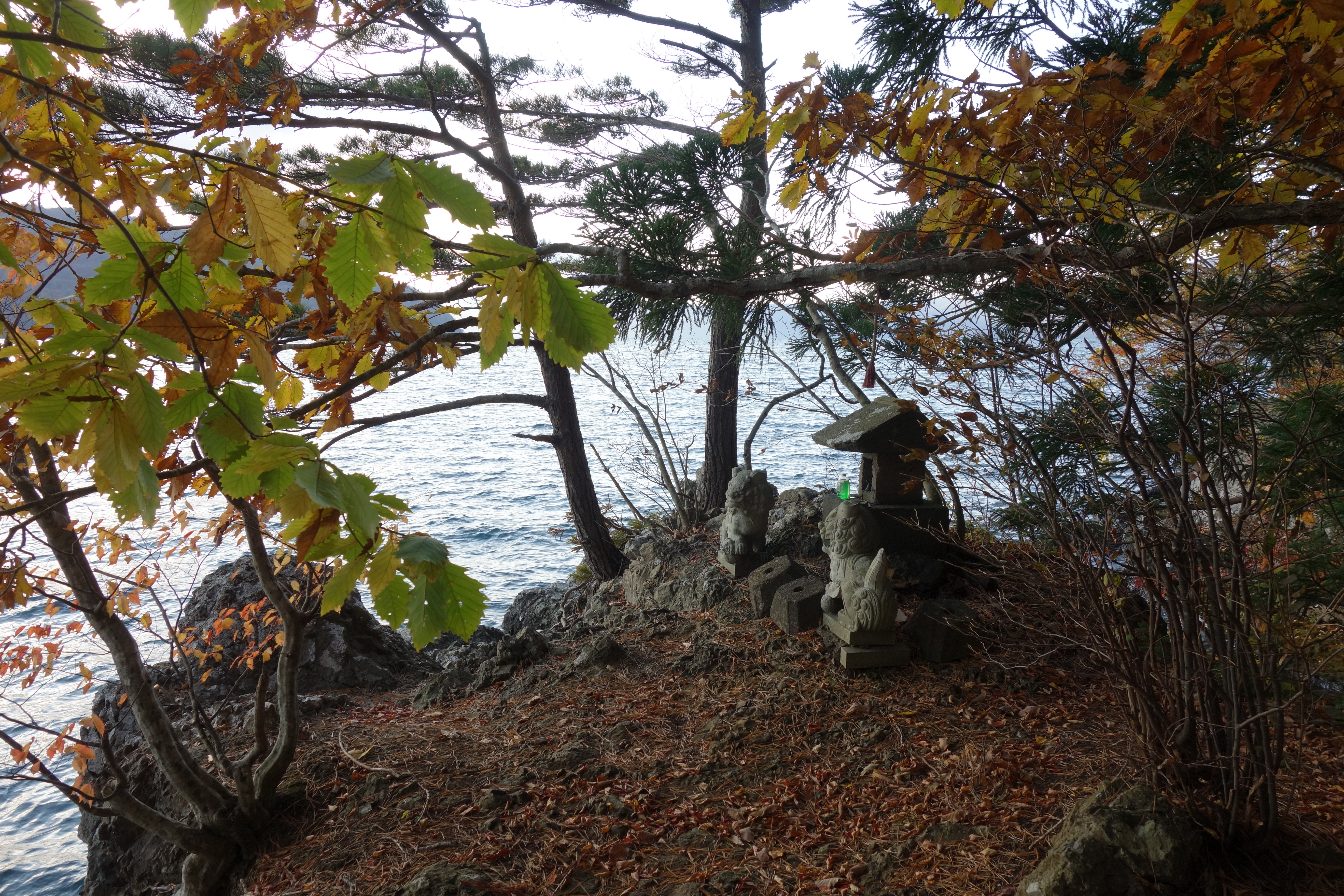
松倉神社

奥入瀬渓流から子ノ口に至って、湖岸沿いを南に行くと宇樽部につくが、その途中に松倉神社がある。松浦武四郎は「凡二十丁計りも行て小祠あり。何神を祭るやらん、問う人も無」と記している。現在は松倉神社と書かれた鳥居が建っているが、この鳥居は最近建てられたものである。『当時十和田参詣中八戸よりの大がひ』では「夫より御松蔵、是はむかしのおさんご場のよし也。小さき御堂あり」とあり、この場所がヲサゴ場であったことが分かる。

## 十和田湖における三湖物語
現在では三湖伝説として十和田湖は、八郎潟や田沢湖と共に語られている。しかし、古来のこの物語はあくまでも八郎太郎を南祖坊が破った物語になっていた。
そこでは、主人公はあくまでも南祖坊であり、八郎太郎は人々を苦しめる荒々しい大蛇であった。それが、青年八郎太郎を主人公とする成長物語に改変された結果、南祖坊は脇役かつ悪役に追いやられた。

## 永福寺
十和田御堂の寺号が「額田嶽熊野山十灣寺」（額田嶽は八甲田山）であったことから分かるように、霊山としての十和田山は糠部側から開山された熊野修験系の霊山であった。南祖坊は七崎永福寺の僧であったことが語られ、十和田開山の拠点が七崎永福寺（現在の普賢院）であったことを示している。普賢院には、南祖坊の御像である南祖法師尊像が祀られ、『十和田山神教記』の写本二冊が所蔵されており、伝説を今に伝えている。江戸時代初期、永福寺本坊が盛岡に構えられ、七崎の普賢院と三戸の嶺松院を自坊とした。七崎には本堂以下の堂塔が残され、観音堂は「七崎山徳楽寺」と称した。菅江真澄によれば永福寺の盛岡移転後も人々は七崎の観音堂を「永福寺」と呼んでいたという。盛岡永福寺には真言を貼って人の出入りを禁じた「十和田の御間」という一室があり、春秋の彼岸の中日には「十和田様」が人体（法師の姿）や龍体（蛇の形）で現れるとされた。
七崎山徳楽寺は明治初年の神仏分離で七崎神社になり、御堂（観音堂）跡には拝殿が建てられた。樹齢千年と言われる杉の神木や別当寺の普賢院、寺内や門前町の形態を残す永福寺集落の光景が往時の記憶を留めている。七崎山徳楽寺は、明治初年の『新撰陸奥国誌』によれば、もとは聖観音を本尊とする霊場で、参拝人が絶えず盛岡藩主が修繕を行い、厳重の法会を修行してきた稀代の古刹であったという。江戸期に盛岡藩の冠寺となる永福寺の七崎への創設は12世紀末と見られる。なお、普賢院は永福寺創設前の創建とされ、平安初期（延暦弘仁年間）圓鏡上人により開創、承安元年（1171）行海上人により開基（江戸期の過去帳では中興開山と記される）され、鎌倉から江戸時代初期には永福寺の寺号が主に用いられたとされている。
江戸時代に霊山十和田は最盛期を迎える。その一つには、盛岡藩の保護がある。七崎永福寺は盛岡開府後、盛岡城の鬼門にあたる城下北東の地に移され、盛岡城鎮護の寺で、藩主の祈願所、寺領8百石を有し、広大な寺地と六つの坊（六供坊、池上・林蔵・蓮華・桜木・西・東）をもつ盛岡五山の筆頭寺院とされた。中世の南部家当主は正月4～5日、永福寺に参拝し、そこで連歌会を行った。6日には諸寺の先頭を切って永福寺別当が三戸城に登城し、当主にお目見えした。永福寺が盛岡に本坊を構えた後、七崎村の大部分は盛岡永福寺の支配とされ、盛岡永福寺には「十和田の御間」が設けられた。とくに2代藩主南部利直の十和田信仰は篤く、自ら南祖坊の生まれ変わりと唱え、法名を南宗院月渓清公としたという。藩の十和田信仰も篤く、5月15日の十和田御堂の例祭には五戸代官が藩主の代参を行った。十和田参拝道の管理や休屋の参道杉並木も藩の手で整備された。民衆の十和田参拝も江戸時代に全盛期を迎え女人禁制も解けて、田植え過ぎの5月15日の例祭には、男女群れなして登山をして数百人の参拝者がいた。1681年（延宝9年）には民間の力で御堂が新造され、参拝道の道沿いには、村々の民衆が寄進した石灯籠や石の道標が作られ、今も残されている。
『祐清私記』では「南部利直が寝ている姿を見ると、蛇身に見えた」という話の後に「南部利直の夢に南祖坊が現れ私は蛇身を免れるために貴公に生まれ変わったと告げる。利直がこのことを次衆に告げると、これを真実と考える者が多かった。利直が寛永年間に江戸で没したが、その時国元の東禅寺の大英和尚と江戸の金地院が、それぞれ双方夢の話を全く知らなく、相談したわけでもないのに、同じく南宗院殿の号を撰んだ。利直が南祖坊の生まれ変わりであることはこれによっても明らかである。利直の葬儀が三戸で行われた時、空がにわかにかき曇って大雨電雷した」と書いている。
「盛岡」の地名は1691年（元禄4年）6月に南部重信と盛岡永福寺の僧正、清珊法印（せいさんほういん）の連歌によって「森岡」が「盛岡」と定められた。永福寺は山号を宝珠盛岡山と称し、盛岡五山の筆頭で藩累代の祈祷寺になっていた。竜神池のほとりには、青龍大権現堂があった。

## 十和田信仰の衰退
明治維新後に、十和田信仰は神仏分離と廃仏毀釈の嵐にさらされた。1872年（明治5年）には、修験宗が廃止され、修験は天台宗か真言宗に属するか、神職になるか還俗するかを命じられた。神仏習合による権現は排斥され、古事記や日本書紀の日本古来の神に戻すことが強要された。十和田別当の織田氏は十湾寺を十和田神社として、青龍権現を外に移し、祭神をヤマトタケルと申し立てたが、認められず、1873年（明治6年）奥瀬の新羅神社に合祀され、御堂は取り壊された。2年後、復社を許され、御堂の跡地にささやかな社殿が建てられたが、十和田信仰は大きな打撃を受けた。十和田湖はその後、十和田鉱山の隆盛（明治20年代）と、十和田湖観光の時代を迎える。そうした中、十和田神社神職の織田氏は奥瀬から休屋に居を移し、十和田信仰の保持に務めた。
1905年、和井内貞行は十和田湖でヒメマスの養殖を苦労の末に成功させ、さらに和井内は十和田湖観光に先鞭をつける。この和井内を顕彰するために、十和田信仰の後進性がことさら強調された。高瀬強『天下之奇勝十和田湖案内』（1910年、明治43年）では、十和田湖に魚類がいない理由として湖神青龍大権現の責罰を受けて魚がいないとする迷信的伝説 が語られ、和井内が千年の旧慣を破って魚の養殖を試したところ、人々は神霊の冒涜を恐れ数々の迫害をなしたと記している。高瀬強『十和田開発の偉人 和井内貞行翁』（1927年、昭和2年）では田沢湖の辰子姫の伝説も語り、「一大迷信が人心に浸潤し、抜くべからざる錯誤を生ずるに至った」、「大湖も、極端に神聖視され」とし、和井内の初期の失敗に人々は「それ見ろ、青龍権現の神罰てきめんだと罵った」とされ、多少の漁獲を得てからは「彼らは翁の事業の独占を阻止せんとして、悪辣なる計画をなし」たと記している。その表現が決定的なものになるのは、1928年（昭和3年）の国定教科書『農村用 高等小学読本』と思われる。そこには高瀬の本と同様な表現があった。「人のため世のため」（『青年修身公民書 普通科用』下巻、1941年（昭和16年））などでも同様な話が語られた。佐々木千之『十和田湖の開発者和井内貞行』（三省堂、1942年、昭和17年）では会話形式を多用した物語になっているが、この書の特徴は後の1967年（昭和42年）のポプラ社の世界伝記全集シリーズ26に取り上げられ、世代を越えて影響を及ぼした。その他多数の書籍があるが、戦後ではそれが映画となって演出・表現された。『われ幻の魚を見たり』（1950年、昭和25年、大映制作、大河内傳次郎主演）では「ザイギ、ザイギ、六根清浄、南無十和田青龍大権現…」と文言を唱え参詣道を行進する修験道の人々の映像の後に、人々は禁忌を犯した和井内家に罵声を浴びせ、家に法螺貝を鳴らしながら投石する映像が流された。そのため、石が頭に当たり和井内貞行は流血している。この映画では青龍権現の信者たちは暴力を用いて和井内貞行の妨害をしようとする敵役として登場した。このように、信仰が十分に組織化されていない状態で、近世以降の十和田信仰が迷信であるという評価が広がることで、十和田参拝が徐々に確認されていかなくなっていったのではないかと推測される。